# Ham-sous-Varsberg
Ham-sous-Varsberg (deutsch Ham unter Varsberg, früher Ham unter Warsberg, 1941–1944 Hamm unter Warsberg) ist eine französische Gemeinde mit 2889 Einwohnern (Stand 1. Januar 2022) im Département Moselle in der Region Grand Est (bis 2016 Lothringen). Sie gehört zum Arrondissement Forbach-Boulay-Moselle.

## Geographie
Die Gemeinde  liegt in Lothringen am Westrand des Warndt, 28 Kilometer ostnordöstlich von Metz und elf Kilometer östlich von Boulay-Moselle (Bolchen), unweit der Grenze zum Saarland.
Nachbargemeinden sind Creutzwald (Kreuzwald), Diesen, Porcelette (Porzelet,), Varsberg, Boucheporn (Buschborn) und Guerting (Gertingen).

## Geschichte
Ältere Ortsbezeichnungen sind  Hamps (1181), Hams sous Warnesperg (1231), Hamen (1594), Heys, Heyss, Ham sub Varsperg (1606), Hamm (18. Jh.), Han (1756) und Ham devant Boulay (1779). Die Ortschaft gehörte früher zum Herzogtum Lothringen im Heiligen Römischen Reich.
Durch den Frankfurter Frieden vom 10. Mai 1871 kam das Gebiet an das deutsche Reichsland Elsaß-Lothringen, und das Dorf wurde dem Kreis Bolchen im Bezirk Lothringen zugeordnet. Die Dorfbewohner betrieben Getreidebau und Viehzucht.
Nach dem Ersten Weltkrieg musste die Region aufgrund der Bestimmungen des Versailler Vertrags 1919 an Frankreich abgetreten werden. Im Zweiten Weltkrieg war die Region von der deutschen Wehrmacht besetzt.

### Bevölkerungsentwicklung
| Jahr      | 1962 | 1968 | 1975 | 1982 | 1990 | 1999 | 2007 | 2019 |
| Einwohner | 2115 | 2303 | 2549 | 2762 | 2801 | 2707 | 2763 | 2848 |

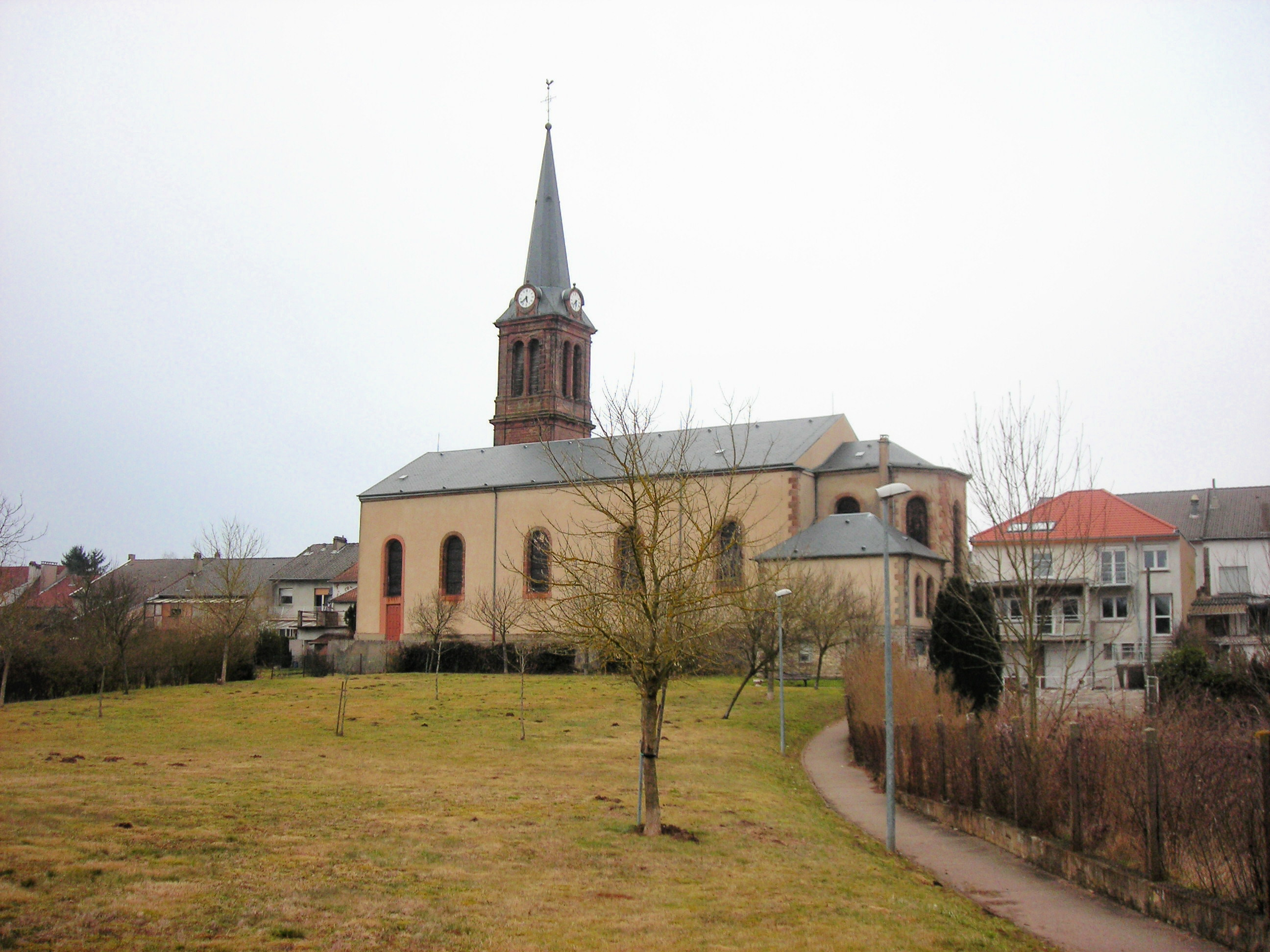
Kirche St. Lambert von 1820
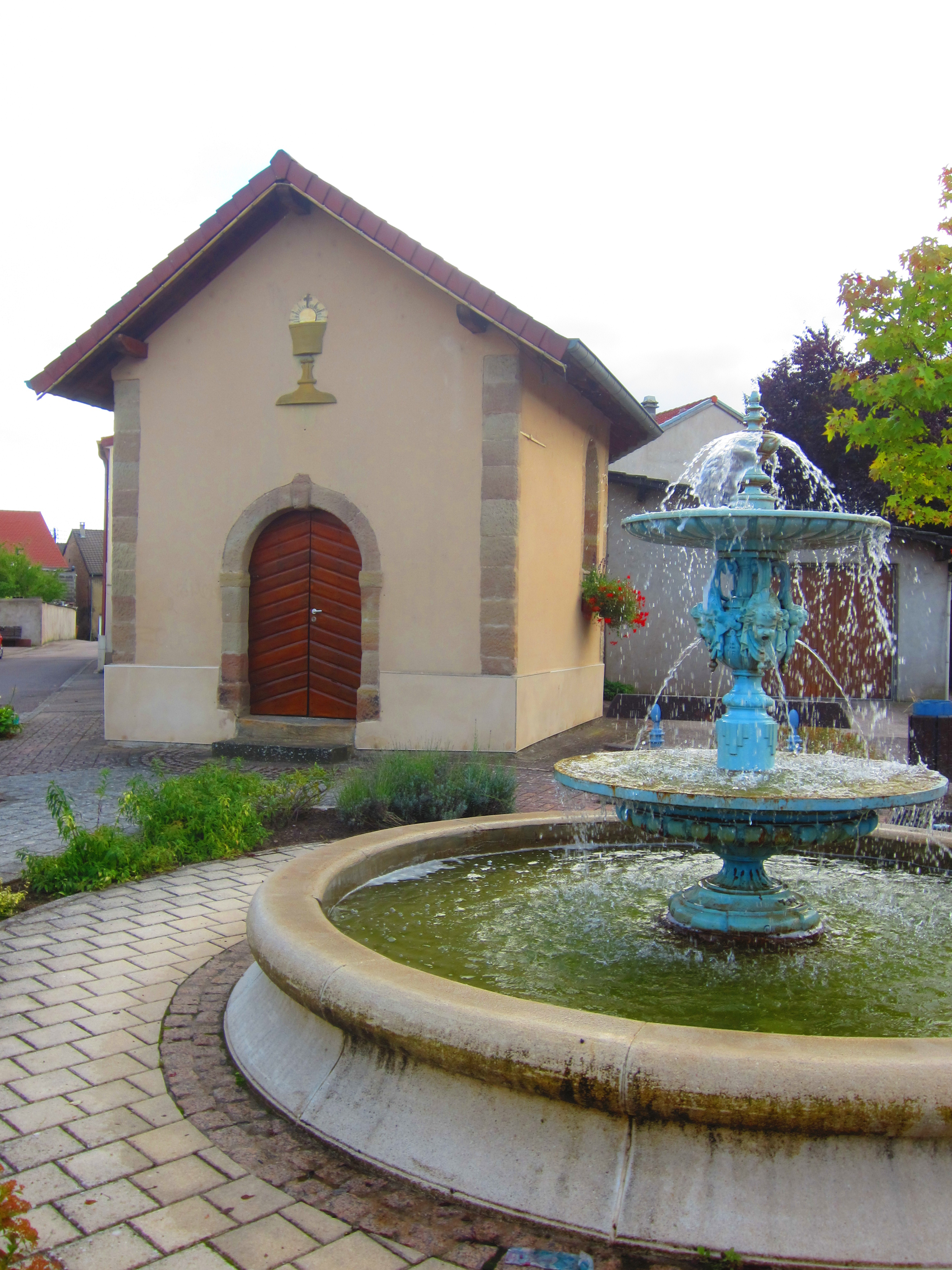
Kapelle